# Тепе-Яхья
Тепе-Яхья — археологический памятник на территории иранского остана Керман, примерно в 220 км к югу от г. Керман, в 90 км к югу от г. Бафт и в 90 км к юго-западу от местности Джирофт.

## История
Место было населено в период 6-2 тыс. до н. э., а также в X—IV вв. до н. э.
В 3 тыс. до н. э. город был центром производства хлоритной керамики, которая экспортировалась в Месопотамию. В этот период город находился под влиянием Элама, и в нём обнаружены таблички с надписями протоэламским письмом.

## Археология
Памятник представляет собой круглый курган около 20 м в высоту и 187 метров в диаметре.
Раскопки проводились в течение 6 сезонов в период 1967—1975 гг. Их проводила Американская школа доисторических исследований музея археологии и этнологии имени Пибоди при Гарвардском университете в сотрудничестве с Ширазским университетом. Экспедицией руководил К. К. Ламберг-Карловски.

## Периодизация
Памятник состоит из нескольких культурных слоёв:
VII: 5500-4500 гг. до н. э.
VI-Vc: 4500-3600 гг. до н. э.
Vb-a: 3600-3200 гг. до н. э.
IVc: 3100-2800 гг. до н. э.
IVb: 2400—2000 гг. до н. э.
IVa: 1800—1400 гг. до н. э.
III: 800—500 гг. до н. э.
II: 500—275 гг. до н. э.
I: 200 гг. до н. э. — 300 г.